# 克里斯蒂娜·迈凯莱

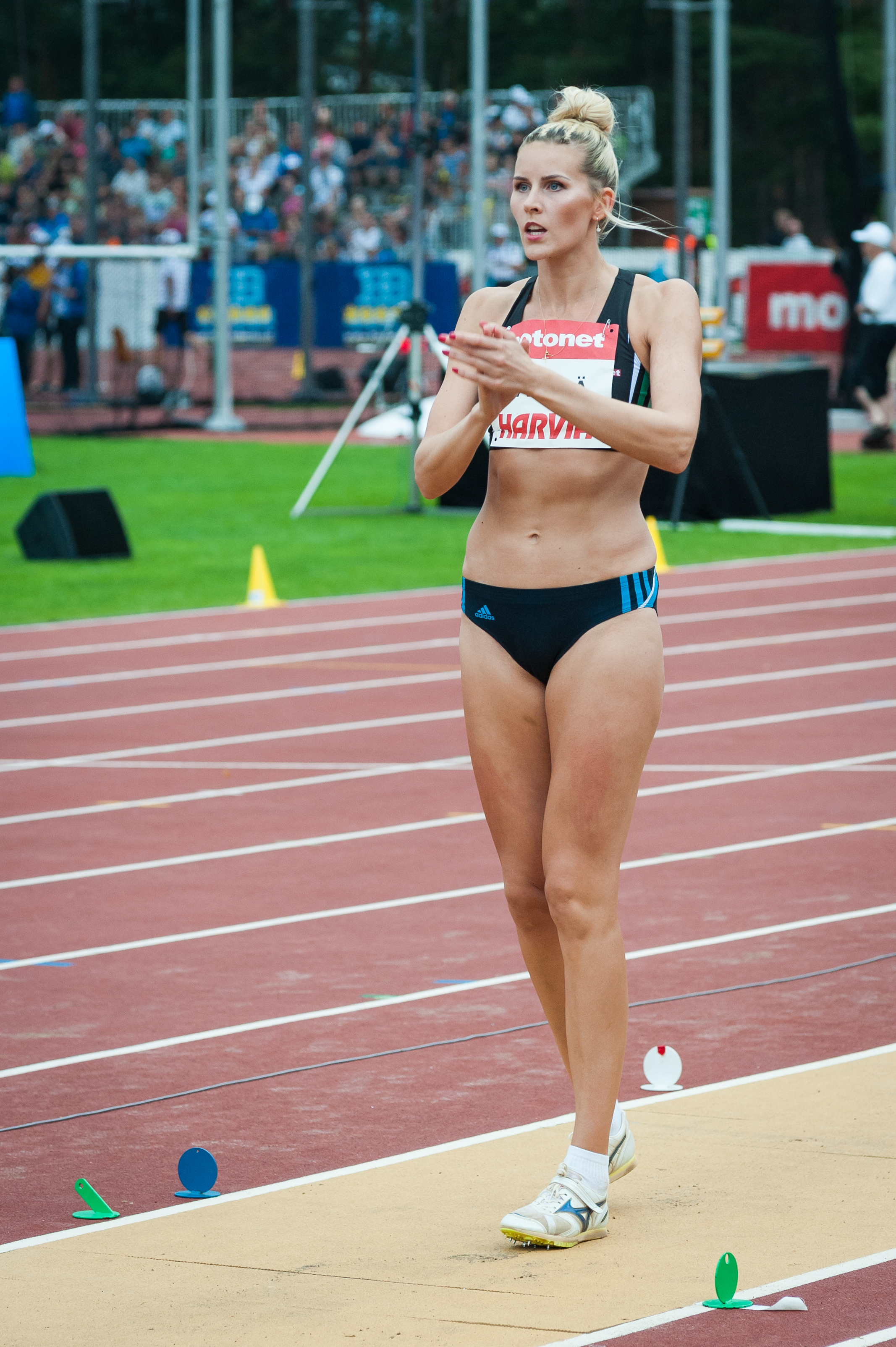
2018年时的迈凯莱

梅丽·克里斯蒂娜·迈凯莱（芬蘭語：Meri Kristiina Mäkelä，1992年11月20日—），芬兰三级跳远运动员。她在2022年欧洲田径锦标赛中赢得三级跳远银牌。她是芬兰女子室外和室内场地三级跳远的记录保持者。